# Disc de acreție

O vedere artistică a unui sistem stelar binar compus dintr-o stea din secvența principală și dintr-o gaură neagră. Discul de acreție și jeturile radiațiilor electromagnetice sunt reprezentate în albastru

Un disc de acreție este o structură astrofizică formată din materie pe orbită în jurul unui obiect ceresc central. Acest corp central este în mod tipic o stea tânără, o protostea, o stea pitică albă, o stea neutronică sau o gaură neagră. Forma  structurii a luat naștere prin acțiunea forței gravitaționale, atrăgând materialul spre corpul central, diferitele viteze inițiale ale particulelor, care antrenează materialul în formă de disc, și împrăștierea de energie în el, prin viscozitate, antrenând materialul în spirală spre organul central.
Împrăștierea de energie antrenează diverse forme de emisiuni de radiație electromagnetică. Gama de frecvențe a acesteia din urmă depinde de obiectul central. Discurile de acreție ale stelelor tinere și ale protostelelor radiază în infraroșu, iar acelea ale stelelor neutronice și ale găurilor negre radiază în raze X.

## Stea dublă

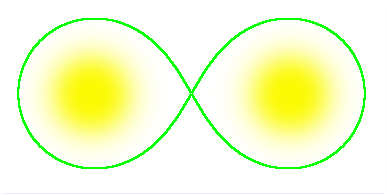
Reprezentarea în două dimensiuni a lobilor Roche a unui sistem binar. Punctul de contact între cei doi lobi corespunde unui punct Lagrange

Este posibil, de asemenea, să se observe formarea unui disc de acreție în unele sisteme de stele duble, îndeosebi într-un sistem  în care unul dintre companion este mult mai masiv decât celălalt. Astfel, steaua cea mai masivă (A) devine o gigantă în fața companionului său mai puțin masiv, steaua B. Dacă steaua A își umple în întregime lobul Roche, are loc, puțin câte puțin, un transfer de masă de la A spre B. În acest caz, materia părăsește lobul stelei A și cade pe steaua B trecând prin punctul Lagrange. Materia nu va cădea direct, în linie dreaptă, pe steaua B datorită rotației sistemului în jurul său și a inerției materiei  transferate. Ea va adopta atunci mai degrabă o traiectorie în spirală care o va conduce la formarea unui disc de acreție.

## Discuri protoplanetare

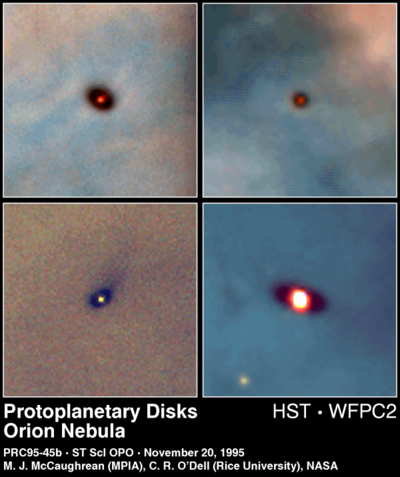
Discuri protoplanetare văzute în absorbție în jurul stelelor tinere situate în nebuloasa Orion

Unele discuri protoplanetare se comportă în parte ca niște discuri de acreție, îndeosebi când o parte din materia lor cade pe protosteaua centrală. Discurile din jurul stelelor T Tauri stele Herbig prezintă asemenea comportamente.

## Legături externe
- Professor John F. Hawley homepage Arhivat în 8 aprilie 2015, la Wayback Machine.
- Nonradiative Black Hole Accretion Arhivat în 23 iulie 2010, la Wayback Machine.
- Accretion Discs on Scholarpedia
- Magnetic fields snare black holes' food – New Scientist